# ロッケッタ・リーグレ
ロッケッタ・リーグレ（伊: Rocchetta Ligure）は、イタリア共和国ピエモンテ州アレッサンドリア県にある、人口約200人の基礎自治体（コムーネ）。

## 地理

### 位置・広がり
| 隣接するコムーネは以下の通り。 - アルベーラ・リーグレ - カベッラ・リーグレ - カンタルーポ・リーグレ - モンジャルディーノ・リーグレ - ロッカフォルテ・リーグレ |

## 行政

### 分離集落
ロッケッタ・リーグレには、以下の分離集落（フラツィオーネ）がある。
- Bregni Inferiore, Bregni Superiore, Celio, Pagliaro Inferiore, Pagliaro Superiore, Piani di Celio, Sant'Ambrogio, Sisola